# Sport Club Libertas Palermo 1922-1923
Questa voce raccoglie le informazioni riguardanti lo Sport Club Libertas Palermo nelle competizioni ufficiali della stagione 1922-1923.

## Stagione
Questa stagione rappresenta l'apice della breve storia della società calcistica palermitana. I bianchi riescono infatti a vincere il girone siciliano e a partecipare alle semifinali di Lega Sud. I risultati furono ottenuti anche grazie all'arrivo, con una prima sorta di campagna acquisti, di alcuni giocatori dal nord Italia, come Negri, Berra o Ferrero.
Questa fu l'ultimo campionato federale disputato dal club. Infatti mantenere un club calcistico di alto livello si andava dimostrando come un'impresa troppo ardua per le sole forze di Mongiovì. Visto che anche il Palermo di Valentino Colombo attraversava una fase di difficoltà economiche, nel mese di gennaio del 1924 entrambi i presidenti si accordarono per fondere le due squadre. Vista la maggior storia e il maggior blasone dei rosanero furono mantenuti la denominazione Unione Sportiva Palermo e i colori rosanero.

## Rosa
| N. |                   | Ruolo | Calciatore |
| -- | ----------------- | ----- | ---------- |
|    | Italia (bandiera) |       | Berra      |
|    | Italia (bandiera) |       | Casiso     |
|    | Italia (bandiera) |       | Donetti    |
|    | Italia (bandiera) |       | Ferrero    |
|    | Italia (bandiera) |       | Guarnieri  |
|    | Italia (bandiera) |       | Guerrino   |
|    | Italia (bandiera) |       | Luoni      |

| N. |                   | Ruolo | Calciatore        |
| -- | ----------------- | ----- | ----------------- |
|    | Italia (bandiera) |       | Monaco            |
|    | Italia (bandiera) |       | Morali            |
|    | Italia (bandiera) | A     | Ermenegildo Negri |
|    | Italia (bandiera) | P     | Perez             |
|    | Italia (bandiera) | A     | Pietro Povero     |
|    | Italia (bandiera) |       | Secondo           |
|    | Italia (bandiera) |       | Triolo            |

## Risultati

### Prima Divisione

#### Girone Sicilia
| Arbitro: | Cannistraci (Messina) |

|             |           |            |
| Leone I 43’ | Marcatori | 32’ Povero |

| Arbitro: | Gregorio (Furci Siculo) |

|              |           |              |
| Negri II 83’ | Marcatori | 73’ La Bruna |

| Arbitro: | Barra (Napoli) |

|                                |           |                         |
| Negri II 10’, 62’ Monaco I 16’ | Marcatori | 65’ (rig.), 87’ Aliotta |

| Arbitro: | Reichlin (Napoli) |

|                 |           |  |
| Antiga 77’, 80’ | Marcatori |  |

| Arbitro: | Senes (Napoli) |

|  |           |                 |
|  | Marcatori | 25’, 50’ Povero |

| Arbitro: | Senes (Napoli) |

|            |           |  |
| Povero 65’ | Marcatori |  |

#### Girone Semifinale
| Palermo 17 giugno 1923 | Libertas Palermo | 0 – 2 (A tavolino) | Ideale | Campo di via Pietro Ranzano |

| Arbitro: | Reichlin (Napoli) |

|                          |           |                                         |
| Negri II 46’ Negri I 81’ | Marcatori | 15’ Filippi 56’ Bernardini II 76’ Dosio |

| Arbitro: | Comandini (Roma) |

|              |           |                        |
| Gigliesi 77’ | Marcatori | 6’ Povero 51’ Guerrino |

| Arbitro: | Comandini (Roma) |

|                                        |           |                         |
| Maselli 7’ Ugenti IV 75’ Solfrizzi 78’ | Marcatori | 8’ Guerrino 55’ Negri I |

| Arbitro: | Pinasco (Sestri Ponente) |

|                                                                                                |           |                        |
| Bernardini II 16’, 22’, 30’ (rig.), 78’, 90’ Fraschetti 37’, 69’ Maneschi 61’ Filippi 81’, 85’ | Marcatori | 1’ Negri I 55’ Luoni I |

| Arbitro: | Comandini (Roma) |

|                         |           |               |
| Povero 67’ Guerrino 86’ | Marcatori | 25’ Matarazzo |

## Statistiche

### Statistiche di squadra
| Competizione | Punti | In casa | In casa | In casa | In casa | In casa | In casa | In trasferta | In trasferta | In trasferta | In trasferta | In trasferta | In trasferta | Totale | Totale | Totale | Totale | Totale | Totale |
| Competizione | Punti | G       | V       | N       | P       | Gf      | Gs      | G            | V            | N            | P            | Gf           | Gs           | G      | V      | N      | P      | Gf     | Gs     |
| ------------ | ----- | ------- | ------- | ------- | ------- | ------- | ------- | ------------ | ------------ | ------------ | ------------ | ------------ | ------------ | ------ | ------ | ------ | ------ | ------ | ------ |
| Campionato   | 12    | 6       | 3       | 1       | 2       | 8       | 7       | 6            | 2            | 1            | 3            | 10           | 18           | 12     | 5      | 2      | 5      | 18     | 25     |

### Statistiche dei giocatori
| Giocatore    | Prima Divisione | Prima Divisione |
| Giocatore    | Presenze        | Reti            |
| ------------ | --------------- | --------------- |
| Alberti      | 2               | 0               |
| Berra        | 7               | 0               |
| Canetta      | 1               | 0               |
| Casini       | 3               | 0               |
| Corso        | 9               | 0               |
| Donetti      | 3               | 0               |
| Ferrero      | 10              | 0               |
| Guerrino     | 7               | 3               |
| Luoni I      | 11              | 1               |
| Luoni II     | 6               | 0               |
| Mineo        | 5               | 0               |
| Monaco I     | 9               | 1               |
| Monaco II    | 3               | 0               |
| E. Negri (I) | 8               | 3               |
| Negri II     | 9               | 4               |
| Pellegrino   | 1               | 0               |
| P. Povero    | 11              | 6               |
| Triolo       | 11              | -24             |
| Varola       | 2               | 0               |
| Volo         | 2               | 0               |